# Borovo (obchtina)
Pour les articles homonymes, voir Borovo.
Borovo (bulgare : Борово) est une obchtina de l'oblast de Roussé en Bulgarie.